# 丁酸异丁酯
丁酸异丁酯（英語：isobutyl butyrate）是一种有机化合物，化学式C8H16O2，可见于Zieria murphyi、石香薷、原雞等物种。